# Kołaczyce
Kołaczyce je město v Polsku v okrese Jasło v Podkarpatském vojvodství v okrese Jasło. Je centrem městsko-vesnické gminy Kołaczyce. V roce 2024 zde žilo 1 359 obyvatel.

## Gmina
Město Kołaczyce je sídlem stejnojmenné městsko-vesnická gminy (gmina miejsko-wiejska). Do vesnické gminy (gmina wiejska) patří následujících 7 obcí se starostenstvími (sołectwo):
- Bieździedza
- Bieździadka
- Krajowice
- Lublica
- Nawsie Kołaczyckie
- Sieklówka
- Sowina